# Az Alfa holdbázis epizódjainak listája
Az Alfa holdbázis című brit science-fiction tévésorozat 48 epizódot ért meg, amelyeket 1975 és 1977 közt mutattak be. Az első évad 24 részének sugárzása csak 1975-ben kezdődött, holott az első epizód forgatását már 1973-ban elkezdték. A korábban leforgatott anyagokból számos kompilált film is készült. újonnan forgatott anyagok hozzáadásával is. A sorozat rajongóinak Elszakadás 1999 találkozójára (Los Angeles, 1999 szeptembere) egy rövid, félhivatalos denouement („megoldás”) film is készült.

## A sorrend elvei
Az első évad nyitóepizódja az Elszakadás. A későbbiekben valamikor viszonylag korán kell jönnie a Fekete nap és az Earthbound, amelyekben a Hold az űr másik részébe lép és az alfaiak találkoznak az első idegen lényekkel. Az Egyesült Államokban azonban sok csatorna a 23.-nak gyártott Sárkányok birodalma epizódot adta második részként 1975 szeptemberében. Az Egyesült Királyságban a kilencediknek gyártott Idegen erőt adták a nyitóepizód után. A sorrendben ugyancsak eligazító, hogy be kell mutatnia John Koenig és Helena Russell kapcsolatának a fejlődését.
A második évad nyitórésze a A négyes számú parancs, ezután jön a többi epizód, abban a sorrendben, ahogy Russell naplója diktálja. A második évadban van egy kétrészes epizód is.
A regionális és országos csatornák nagyon sokféle sorrendben vetítették az epizódokat. Még az is előfordult, hogy az első és a második évad részeit is vegyesen adták.

## Epizódok

### 1. évad (1975–1976)
| Epizód # | Magyar cím Eredeti cím                                         | Rendező          | Író(k)                                | Eredeti sugárzás     | Magyar sugárzás                                         | Gyártása # |
| --- | -------------------------------------------------------------- | ---------------- | ------------------------------------- | -------------------- | ------------------------------------------------------- | ---------- |
| 1 | „Elszakadás / Az elszakadás” “Breakaway”                       | Lee H. Katzin    | George Bellak                         | 1975. szeptember 4.  | 1977. április 7. (MTV1) 2005. április 7. (Filmmúzeum)   | 1          |
| 1999 szeptemberében John Koenig az Alfa holdbázis új parancsnokaként jelentést ad le a Földi Űrkutatási Központnak. A bázis legénységét különös betegség tizedeli. A parancsnok vizsgálódása kideríti, hogy a megbetegedések forrása az Egyes Nukleáris Hulladék Lerakó Területen felerősödött mágneses energiamező. Az energiaszint további emelkedése végül óriási robbanást okoz, ami lesodorja a Holdat föld körüli pályájáról. |                                                                |                  |                                       |                      |                                                         |            |
| 2 | „Idegen erő / A titokzatos energia” “Force of Life”            | David Tomblin    | Johnny Byrne                          | 1975. szeptember 11. | 1977. április 21. (MTV1) 2005. április 29. (Filmmúzeum) | 9          |
| Anton Zoref technikust ismeretlen életforma szállja meg. A teste ellenőrizhetetlen módon szívja magába az energiát, akár ember testekből is. Miközben az alfaiak próbálnak rájönni, mi csapolja meg az állomás erőforrásait és fagyaszt halálra embereket, Zoref egyre jobban vágyik az energiára. Ösztönösen a nukleáris erőmű felé veszi az irányt.                                                                               |                                                                |                  |                                       |                      |                                                         |            |
| 3 | „Ütközésre ítélve” “Collision Course”                          | Ray Austin       | Anthony Terpiloff                     | 1975. szeptember 18. | 2005. május 19. (Filmmúzeum)                            | 13         |
| A Hold ütközési pályára kerül egy óriási bolygóval. Egy felderítő küldetésen Koenig találkozik Arrával, Atheria királynőjével. Az idős uralkodó szerint az ütközés eleve elrendelt esemény, és azt szolgálja, hogy a népe a létezés magasabb szintjére lépjen. Koenignek meg kell győznie az embereit, hogy legyen hitük és ne tegyenek semmit a nyilvánvaló pusztulás kilátása ellenére.                                           |                                                                |                  |                                       |                      |                                                         |            |
| 4 | „Harc-játék” “War Games”                                       | Charles Crichton | Christopher Penfold                   | 1975. szeptember 25. | 2005. június 2. (Filmmúzeum)                            | 17         |
| Egy lakott bolygóhoz közeledve az Alfát hirtelen hadihajók támadják meg. A provokálatlan támadásban az Alfát földi stílusú Mark IX Sólyom vadászok rombolják le. Miután 128-an meghalnak, és a bázis már nem képes fenntartani az életet, Koenig és Helena az idegenekhez fordulnak kegyelemért. Ám azok szerint a földiek támadó vírusok, akiknek nincs joguk létezni.                                                             |                                                                |                  |                                       |                      |                                                         |            |
| 5 | „A halál hatalma” “Death's Other Dominion”                     | Charles Crichton | Anthony Terpiloff, Elizabeth Barrows  | 1975. október 2.     | 2005. május 20. (Filmmúzeum)                            | 14         |
| Egy megfagyott bolygón az alfaiak egy elveszett expedíció ottrekedt emberi tagjaira bukkannak. A valamikori földiek idilli állapotban léteznek: halhatatlanok lettek, és már több mint 880 éve élnek a bolygón. Meghívják az alfaiakat, hogy csatlakozzanak hozzájuk paradicsomukban, de azok rájönnek, hogy nem minden az, aminek látszik. Koenig megtanulja, hogy a halhatatlanságnak ára van.                                    |                                                                |                  |                                       |                      |                                                         |            |
| 6 | „A Voyager visszatér” “Voyager's Return”                       | Bob Kellett      | Johnny Byrne                          | 1975. október 9.     | 2005. május 13. (Filmmúzeum)                            | 12         |
| A Holdhoz egy automata földi űrszonda, a Voyager Egyes közeledik. Mivel a hajtóműve radioaktív csóvája biztosan elpusztítaná a holdbázist, az alfaiak megpróbálják átvenni az irányítást a jármű felett. Ehhez segítséget kapnak, mikor kiderül, hogy a Voyager tervezője álnéven az Alfán van. A Voyagert azonban bosszúszomjas idegenek űrhajói követik.                                                                          |                                                                |                  |                                       |                      |                                                         |            |
| 7 | „Az Alfa gyermek” “Alpha Child”                                | Ray Austin       | Christopher Penfold                   | 1975. október 16.    | 2005. május 5. (Filmmúzeum)                             | 10         |
| Az alfaiak a bázison született első gyermek érkeztét ünneplik. Az ünneplés hamar megkeseredik, amikor az újszülött percek alatt ötévesforma gyermekké nő. Megpróbálják elfogadni, és nem veszik észre, hogy a kis Jackie Crawford más, mint aminek látszik. Amikor ellenséges űrhajók közelítik meg az Alfát, Koenig későn ébred rá, hogy az idegeneknek egy ügynökük van a bázison.                                                |                                                                |                  |                                       |                      |                                                         |            |
| 8 | „Sárkányok birodalma” “Dragon's Domain”                        | Charles Crichton | Christopher Penfold                   | 1975. október 23.    | 2005. június 23. (Filmmúzeum)                           | 23         |
| 1996-ban Tony Cellini nagyszabású űrküldetést vezetett, ami katasztrófába fulladt. Egyedüli túlélőként arról számol be, hogy egy űrhajótemetőre bukkantak, és egy "sárkányra", amely felfalta a legénységét. Senki sem hisz neki, és megtört emberré lesz. Öt évvel később kiderül az igazság, amikor a Hold eléri ugyanazt az űrbéli Sargassót.                                                                                    |                                                                |                  |                                       |                      |                                                         |            |
| 9 | „A küldetés” “Mission of the Darians”                          | Ray Austin       | Johnny Byrne                          | 1975. október 30.    | 2005. június 16. (Filmmúzeum)                           | 22         |
| Az alfaiak automatikus vészjelre reagálva egy romos űrhajóra bukkannak. A belsejében rátalálnak a valamikori nagy dariai civilizáció örököseire, egy csoportra, akik őrzik az űrhajó feletti ellenőrzést, és egy barbár létmódba süllyedt törzset. Az alfaiak elhűlnek, mikor rájönnek, mit tettek a dariaiak a túlélés érdekében.                                                                                                  |                                                                |                  |                                       |                      |                                                         |            |
| 10 | „Fekete nap” “Black Sun”                                       | Lee H. Katzin    | David Weir                            | 1975. november 6.    | 2005. április 15. (Filmmúzeum)                          | 3          |
| A Hold egy fekete lyuk közelébe sodródik. Miközben az ellenállhatatlan gravitációs erő a biztos pusztulás felé vonja őket, az alfaiak elkeseredetten harcolnak az életükért. Miközben egy mentőűrhajó "sas" hat embert a biztonságba szállít, a Hold a fekete lyukba zuhan, és a bázist csak egy kísérleti erőtér védi. |                                                                |                  |                                       |                      |                                                         |            |
| 11 | „A Piri bolygó őrizője / A Piri bolygó őre” “Guardian of Piri” | Charles Crichton | Christopher Penfold                   | 1975. november 13.   | 1977. április 28. (MTV1) 2005. április 28. (Filmmúzeum) | 8          |
| Különös események zavarják össze a Piri bolygóra látogató alfaiakat. Miközben az élettelen felszínt vizsgálják, Koenig találkozik a rejtélyes Piri Őrzője egyik szolgájával, aki békés és tökéletes életet ígér a vonakodó alfaiaknak. Koenig, felismerve a Piri békéje mögött rejtőző halálos igazságot, kiszabadítani igyekszik embereit az Őrző befolyása alól.                                                                  |                                                                |                  |                                       |                      |                                                         |            |
| 12 | „Az öröklét vége” “End of Eternity”                            | Ray Austin       | Johnny Byrne                          | 1975. november 20.   | 2005. május 27. (Filmmúzeum)                            | 16         |
| Egy aszteroidát vizsgálva az alfaiak sérüléseket okoznak egy benne foglyul esett idegennek. Miután elviszik az Alfára, azt látják, hogy a sebei teljesen meggyógyultak. Az elpusztíthatatlan Balor tudós, akinek a népe feltárta a halhatatlanság titkát. Balor azonban pszichopata: örökös börtönéből szabadulva a fájdalom és a kín művészetét gyakorolná az alfaiakon.                                                           |                                                                |                  |                                       |                      |                                                         |            |
| 13 | „Élet vagy halál” “Matter of Life and Death”                   | Charles Crichton | Art Wallace, Johnny Byrne             | 1975. november 27.   | 2005. április 8. (Filmmúzeum)                           | 2          |
| Egy gazdag Föld típusú bolygó új otthont ígér holdbázis utazóinak. Amikor a felderítő sas visszatér, váratlan vendéget hoz magával: Helena öt éve meghalt, de most élő férjét. A rejtélyes Lee Russell közli az alfaiakkal, hogy a halál várja őket az új bolygón. De nem hallgatnak rá, és tudtukon kívül az antianyag világába merülnek.                                                                                          |                                                                |                  |                                       |                      |                                                         |            |
| 14 | „Honvágy / Irány a Föld!” “Earthbound”                         | Charles Crichton | Anthony Terpiloff                     | 1975. december 4.    | 1977. április 14. (MTV1) 2005. április 21. (Filmmúzeum) | 5          |
| Idegen űrhajó szenved hajótörést a Holdon. Az utasai egy haldokló világból érkeztek, és a céljuk a Föld. Felajánlják, hogy a hajójuk kijavítása után egyet a bázis lakói közül magukkal visznek. A cselszövő Simmonds biztos igyekszik bebiztosítani, hogy ő legyen a kiválasztott, még ha ez az Alfa pusztulását hozná is. |                                                                |                  |                                       |                      |                                                         |            |
| 15 | „Barlang a ködben” “The Full Circle”                           | Bob Kellett      | Jesse Lasky Jnr. & Pat Silver         | 1975. december 11.   | 2005. május 26. (Filmmúzeum)                            | 15         |
| Egy lakható bolygót kutató alfai csapat tagjai nyomtalanul eltűnnek. Talán egy kőkorszaki fejlettségű emberi törzs áldozataivá váltak? A rejtély nő, mikor rájönnek, hogy az egyik primitív barlanglakónak fogkoronája van. Hamar rájönnek, hogy mintha a primitív ember és társa hasonlítana az eltűnt Koenig parancsnokra és Helenára.                                                                                            |                                                                |                  |                                       |                      |                                                         |            |
| 16 | „Máskor, máshol” “Another Time, Another Place”                 | David Tomblin    | Johnny Byrne                          | 1975. december 18.   | 2005. április 22. (Filmmúzeum)                          | 6          |
| Egy tér-idő anomália visszarepíti a Holdat a Naprendszerbe, egy olyan pályára, amely visszatérítheti őket a Föld körüli pályára. Az ünneplés azonban hamar véget ér, mikor rájönnek, hogy a Föld barátságtalan puszta, és hogy már kering körülötte Hold, rajta pedig az elhagyott Alfa holdbázis. |                                                                |                  |                                       |                      |                                                         |            |
| 17 | „Az utolsó alkonyat” “The Last Sunset”                         | Charles Crichton | Christopher Penfold                   | 1976. január 1.      | 2005. május 12. (Filmmúzeum)                            | 11         |
| Ismeretlen jótevő idegenek lélegezhető légkörrel látják el a holdat. Az alfaiak nagy örömmel tapasztalják, hogy a keresett új otthonukba érkeztek, anélkül. hogy elhagyták volna a Holdat. Arra készülődnek, hogy a Holdon építik fel az új civilizációjukat. Koenig azonban gyanakszik, hogy nem tart örökké a jótétemény. |                                                                |                  |                                       |                      |                                                         |            |
| 18 | „Pokoli gépezet / Az ördögi gépezet” “The Infernal Machine”    | David Tomblin    | Anthony Terpiloff & Elizabeth Barrows | 1976. január 8.      | 1977. május 5. (MTV1) 2005. június 17. (Filmmúzeum)     | 21         |
| Az alfaiak bizarr űrhajóval találkoznak, amelynek a kérése, hogy segítsenek feltölteni a készleteit, hátsó szándékot rejt. Kiderül, hogy az űrhajó, Gwent gondolkodó lény, amelyet egy idegen zseni azért hozott létre, hogy általa örökké élhessen. A hatalmas, de instabil Gwent társaságra vágyik, és kinézte Koeniget, Helenát és Bergmant, hogy rájuk cserélje idős és haldokló alkotóját.                                     |                                                                |                  |                                       |                      |                                                         |            |
| 19 | „A Triton csapdája” “Ring Around the Moon”                     | Ray Austin       | Edward di Lorenzo                     | 1976. január 15.     | 2005. április 14. (Filmmúzeum)                          | 4          |
| Egy technikus idegenek befolyása alá kerül, és titkos információkat szerez meg, majd meghal. Nem sokkal ezután a Holdat elfogja egy idegen űrhajó erős sugara. Az idegeneket csak az Alfa számítógépei tárolta adatok érdeklik. Ezeket újabb ügynökük, Helena Russell szemein keresztül szereznék meg. |                                                                |                  |                                       |                      |                                                         |            |
| 20 | „A hiányzó láncszem” “Missing Link”                            | Ray Austin       | Edward di Lorenzo                     | 1976. január 22.     | 2005. május 6. (Filmmúzeum)                             | 7          |
| John Koenig csapdába esik a Zennón, egy idegen tudós és lánya otthonában. Az idegenek, akik a földieknél kétmillió évvel előrehaladottabbak, azt gondolják, hogy fejlődéstörténetükben Koenig a hiányzó láncszem. Koenig, attól fenyegetve, hogy élete hátralévő részében kisérleti állatként kezelik, váratlan fegyvert használ fel: a szerelmet.                                                                                  |                                                                |                  |                                       |                      |                                                         |            |
| 21 | „Űr-agy” “Space Brain”                                         | Charles Crichton | Christopher Penfold                   | 1976. január 29.     | 2005. június 10. (Filmmúzeum)                           | 20         |
| Egy sast és legénységet halálra zúz egy hatalmas űrbéli energiamező. Amikor az Alfa egyik űrhajósát megszállja az anomália, elmondja, hogy az energiamező egy élő agy, amely fenyegetésnek érzékelve az alfaiakat "antitestekkel" reagált. A Hold ütközési pályán mozog az Aggyal, és az alfaiak igyekeznek elkerülni, hogy a sas sorsára jussanak.                                                                                 |                                                                |                  |                                       |                      |                                                         |            |
| 22 | „Lélekzavar” “The Troubled Spirit”                             | Ray Austin       | Johnny Byrne                          | 1976. február 5.     | 2005. június 9. (Filmmúzeum)                            | 19         |
| Dan Mateo, miközben a növényekkel való kommunikáció titkát kutatja, gyilkos erőt szabadít fel a saját agyában, amely bosszút állna Mateo meg sem történt szörnyű haláláért. Az alfaiak azon igyekezve, hogy áthidalják a tudomány és a természetfölötti közti űrt, keresik a módját, hogy űzhetnék ki a szellemet anélkül, hogy megülnék az embert.                                                                                 |                                                                |                  |                                       |                      |                                                         |            |
| 23 | „Árkádia hagyatéka” “The Testament of Arkadia”                 | David Tomblin    | Johnny Byrne                          | 1976. február 12.    | 2005. június 24. (Filmmúzeum)                           | 24         |
| A száguldó Hold megváltoztatja a röppályáját, és egy holt világ közelében megáll. Az Alfa energiaforrásai elapadnak, és a túlélés egyetlen esélye az evakuálás a bolygóra, amelyet a távoli múltban atomháború pusztitott el. A felszínre küldött kutatócsapat az emberiség eredetével szembesül. |                                                                |                  |                                       |                      |                                                         |            |
| 24 | „Ősellenségek” “The Last Enemy”                                | Bob Kellett      | Bob Kellett                           | 1976. február 19.    | 2005. június 3. (Filmmúzeum)                            | 18         |
| A Hold olyan rendszerhez közelit, amelyben a nap ellentétes oldalán egy-egy bolygó van. Az alfaiak egy csatahajókkal vívott háború kellős közepébe csöppennek a két bolygó közt. Miután befogadnak egy menekültet az egyik elpusztított hajóról, rádöbbennek, hogy szó szerint a nemek háborújába keveredtek bele. |                                                                |                  |                                       |                      |                                                         |            |

### 2. évad (1976–1977)
| Epizód # | Magyar cím Eredeti cím                                                               | Rendezője        | Írója                 | Eredeti sugárzás     | Magyar sugárzás                                        | Gyártás # |
| --- | ------------------------------------------------------------------------------------ | ---------------- | --------------------- | -------------------- | ------------------------------------------------------ | --------- |
| 1 | „A négyes számú parancs / A metamorf” “The Metamorph”                                | Charles Crichton | Johnny Byrne          | 1976. szeptember 4.  | 1979. július 10. (MTV2) 2007. január 2. (Filmmúzeum)   | 1         |
| Az alfaiak a despotikus Mentor, egy idegen tudós markába kerülnek, aki rombadőlt világát igyekszik helyrehozni. Biológia számítógépe élő agyakból nyerte energiával működik. Koenig, elfogva, szörnyű választás elé kerül: vagy kiszolgáltatja az alfaiakat egy előhalott létezésnek, vagy megsemmisülnek. Mentor gyönyörű lánya, Maya, aki metamorf és aki elől az apja eltitkolja, mit tesz, azonban segítségükre lehet az alfaiaknak.             |                                                                                      |                  |                       |                      |                                                        |           |
| 2 | „Száműzöttek” “The Exiles”                                                           | Ray Austin       | Donald James          | 1976. szeptember 11. | 2007. január 9. (Filmmúzeum)                           | 2         |
| Idegen rakéták állnak pályára a Hold körül. Amikor egyet lehoznak megvizsgálni, kiderül, hogy egy fiatalember fagyott testét rejti. Amikor újraélesztik, könyörögni kezd az alfaiaknak, hogy segítsenek a társain is, akik egy könyörtelen támadás áldozatai. Az alfaiak azonban hamar ismét azzal szembesülnek, hogy a látszat csal. |                                                                                      |                  |                       |                      |                                                        |           |
| 3 | „Egy percnyi emberség” “One Moment of Humanity”                                      | Charles Crichton | Tony Barwick          | 1976. szeptember 25. | 2007. április 17. (Filmmúzeum)                         | 3         |
| Egy idegen nő, Zamara materializálódik a holdbázison, és azt kéri, hogy a személyzet két tagja jöjjön el a bolygójára, a Vegára, amint a Hold elhalad mellette. A két ember - Tony és Helena - azt találják, hogy a Vegán a humanoidok küzdenek az androidok ellen. Az epizód vendégszereplői: Billie Whitelaw és Leigh Lawson. |                                                                                      |                  |                       |                      |                                                        |           |
| 4 | „A rejtélyes szikla / A sziklák titka” “All That Glisters”                           | Ray Austin       | Keith Miles           | 1976. október 28.    | 1979. július 26. (MTV2) 2007. április 24. (Filmmúzeum) | 4         |
| Egy ásványt keresve, amire szükségük van, Koenig és egy csapat foglyul esik egy puszta bolygón, amelyen a domináns életforma egy folyékony vízre szomjas szikla. |                                                                                      |                  |                       |                      |                                                        |           |
| 5 | „Az idő hálójában / Utazás vissza” “Journey to Where”                                | Tom Clegg        | Donald James          | 1976. szeptember 18. | 1979. július 18. (MTV2) 2007. január 16. (Filmmúzeum)  | 5         |
| Egy rádióhívás a Földről új reményt ad az alfaiaknak, hogy hazatérhetnek, az első transzport azonban nagyon félresikerül. |                                                                                      |                  |                       |                      |                                                        |           |
| 6 | „A kalmár” “The Taybor”                                                              | Bob Brooks       | Thom Keyes            | 1976. november 4.    | 2007. január 23. (Filmmúzeum)                          | 6         |
| Egy Taybor nevű vándorkereskedő olyan technológiát ajánl az alfaiaknak, amellyel hazatérhetnek a Földre. Cserébe Mayát kéri. |                                                                                      |                  |                       |                      |                                                        |           |
| 7 | „Luton törvénye” “The Rules of Luton”                                                | Val Guest        | "Charles Woodgrove"   | 1976. október 23.    | 2007. február 20. (Filmmúzeum)                         | 7         |
| Amikor az egyik sas meghibásodik, Tony Verdeschi arra kényszerül, hogy otthagyja John Koeniget és Mayát egy olyan bolygón, amely új otthonná válhat az alfaiaknak, amíg visszatér egy másik sassal. Miután letépnek egy virágot, és megesznek egy bogyót, Johnt és Mayát gyilkossággal vádolják a Luton bolygó növénylakói. Az ítélet: halálig tartó küzdelem három másik megvádolt idegennel.                                                       |                                                                                      |                  |                       |                      |                                                        |           |
| 8 | „Az Arkhanon jele” “The Mark of Archanon”                                            | Charles Crichton | Lew Schwarz           | 1976. október 16.    | 2007. február 6. (Filmmúzeum)                          | 8         |
| A Hold katakombáiban ásványok után kutatva Alan Carter és a segédje egy eltemetett kriogén tartályra bukkan, amely egy férfit és egy fiút rejt. |                                                                                      |                  |                       |                      |                                                        |           |
| 9 | „Agyő az agynak” “Brian the Brain”                                                   | Kevin Connor     | Jack Ronder           | 1976. október 2.     | 2007. február 13. (Filmmúzeum)                         | 9         |
| A vendégszerepelő Bernard Cribbins két szerepben is megjelenik ebben az epizódban. A Hold röppályája ismeretlen okból megváltozik, és az alfaiak egy űrhajóra bukkannak, amelyet egy számítógép működtet. Brian, az Agy, ahogy nevezteti magát, alattomos gépezetnek tűnik, amíg ki nem derül az igazság... |                                                                                      |                  |                       |                      |                                                        |           |
| 10 | „Az új Ádám és új Éva” “New Adam, New Eve”                                           | Charles Crichton | Terence Feely         | 1976. október 9.     | 2007. január 30. (Filmmúzeum)                          | 10        |
| Megjelenik egy férfi, aki Istennek mondj magát, és kiválaszt az alfaiak közül két párt, hogy népesítsenek be egy új Földet. |                                                                                      |                  |                       |                      |                                                        |           |
| 11 | „Katakombák a Holdon” “Catacombs of the Moon”                                        | Robert Lynn      | Anthony Terpiloff     | 1976. november 25.   | 2007. március 6. (Filmmúzeum)                          | 11        |
| A Hold katakombáiban Patrick Osgood mérnök titánium után kutat, hogy a felesége új szívet kaphasson, de az elkeseredés pszichológiai rendellenességet okoz benne. A Holdat rejtélyes hősugarak kezdik el bombázni. |                                                                                      |                  |                       |                      |                                                        |           |
| 12 | „Bebábozódva” “The AB Chrysalis”                                                     | Val Guest        | Tony Barwick          | 1976. november 18.   | 2007. február 27. (Filmmúzeum)                         | 12        |
| Koenig, Carter és Maya az Alfát pusztító hullámok eredetét kutatva különös civilizációra bukkan. |                                                                                      |                  |                       |                      |                                                        |           |
| 13 | „A rombolás magja” “Seed of Destruction”                                             | Kevin Connor     | John Goldsmith        | 1976. november 11.   | 2007. március 13. (Filmmúzeum)                         | 13        |
| Egy bizarr aszteroidát vizsgálva Koenig fogságba esik, és helyette hasonmása kezdi el vezetni a holdbázist, az energia javát az aszteroidára irányítva. A hasonmás diktatórikus viselkedése ellenkezést vált ki a személyzet egy részéből. |                                                                                      |                  |                       |                      |                                                        |           |
| 14 | „A béta felhő” “The Beta Cloud”                                                      | Robert Lynn      | "Charles Woodgrove"   | 1976. december 16.   | 2007. április 3. (Filmmúzeum)                          | 14        |
| Egy űrporfelhő rejtélyes megbetegedéseket okoz az Alfán. Egy sast küldenek, hogy megvizsgálva, de a személyzet egy szörnnyel tér vissza, amely minden támadásnak ellenáll, és amelyről Maya kideríti, hogy nem élő. A küldői az Alfa életfenntartó rendszerének egyes részeit akarják megszerezni. |                                                                                      |                  |                       |                      |                                                        |           |
| 15 | „A térgörbület” “Space Warp”                                                         | Peter Medak      | "Charles Woodgrove"   | 1976. december 2.    | 2007. március 20. (Filmmúzeum)                         | 15        |
| Az alfaiak egyszerre két fenyegető problémával küzdenek. Miközben Koenig és Tony egy régi űrhajót vizsgál, a Hold keresztülhalad egy térgörbületen. Ugyanekkor Mayát láz támadja meg, már nem tudja ellenőrizni az átváltozó képességét, és különböző szörnyekké változik. A személyzet reménykedik, hogy Koenig és Tony rátalál a térgörbületre és visszatér.                                                                                       |                                                                                      |                  |                       |                      |                                                        |           |
| 16 | „Fő az egyensúly” “A Matter of Balance”                                              | Charles Crichton | Pip Baker, Jane Baker | 1976. december 9.    | 2007. március 27. (Filmmúzeum)                         | 16        |
| Sheerman botanikus egy új bolygót felderítő csapat tagjaként egy fantomlény befolyása alá kerül. |                                                                                      |                  |                       |                      |                                                        |           |
| 17 | „A szörnyek karneválja 1. / Különös látogatók 1.” “The Bringers of Wonder, Part One” | Tom Clegg        | Terence Feely         | 1977. augusztus 4.   | 1979. július 20. (MTV2) 2007. május 8. (Filmmúzeum)    | 17        |
| Koenig egy sason repülve úgy tűnik, megőrül. Miközben az orvosi részlegben fekszik öntudatlanul, megjelenik egy Superswift űrhajó, és a személyzete azt állítja, a Földről jöttek, hogy hazaszállítsák az alfaiakat. Koenig, miután az agyát egy hullámterápiával kezelik, magához tér, nem látja a frissen érkezett földieket, akiket mindenki más lát, és a Superswiftet. Helyettük undorító, telepata idegen lényeket lát, és egy idegen űrhajót. |                                                                                      |                  |                       |                      |                                                        |           |
| 18 | „A szörnyek karneválja 2. / Különös látogatók 2.” “The Bringers of Wonder, Part Two” | Tom Clegg        | Terence Feely         | 1977. augusztus 11.  | 1979. július 25. (MTV2) 2007. május 15. (Filmmúzeum)   | 18        |
| Koenig meggyőzi Helenát, hogy neki is kételkednie kellene a látogatókban, és hogy Maya kapja meg ugyanazt a kezelést, amit ő kapott. Maya megerősíti, hogy Koenignek igaza van a látogatókkal kapcsolatban. Miután majdnem mindenki megkapja a kezelést, Koenig, Maya és Tony megpróbálja megállítani az idegeneket, akiknek valódi célja, hogy felrobbantsák a nukleáris üzemanyagot.                                                               |                                                                                      |                  |                       |                      |                                                        |           |
| 19 | „Lambda hullám” “The Lambda Factor”                                                  | Charles Crichton | Terrance Dicks        | 1976. december 23.   | 2007. április 10. (Filmmúzeum)                         | 19        |
| Maya felfedezi, hogy egy óriási gázköd Lambda hullámokat bocsát ki, ami egyes embereknek paranormális képességeket adhat. Közülük az egyik kezdi magához ragadni az irányítást. Közben Koenig fantomokkal küzd: két emberrel, akik évekkel korábban egy Vénusz körül keringő űrállomáson miatta haltak meg. |                                                                                      |                  |                       |                      |                                                        |           |
| 20 | „Zöld-kór” “The Seance Spectre”                                                      | Peter Medak      | Donald James          | 1977. augusztus 18.  | 2007. május 1. (Filmmúzeum)                            | 20        |
| Sanderson, egy felszíni kutatócsapat vezetője, akik mind egy mentális rendellenességet szednek össze, azzal gyanúsítja Koeniget, hogy eltitkolja egy lakható bolygó felfedezését. Arra izgatja a csapatát, hogy foglalják el a parancsnoki központot, és költözzenek át a Tora bolygóra, amely ütközőpályán van a Holddal. |                                                                                      |                  |                       |                      |                                                        |           |
| 21 | „Börtönhajó / Dorzak” “Dorzak”                                                       | Val Guest        | Christopher Penfold   | 1977. augusztus 25.  | 1979. augusztus 1. (MTV2) 2007. május 22. (Filmmúzeum) | 21        |
| Idegen űrhajó száll le, segítséget kérve. Amikor a parancsnoka találkozik Mayával, elkábítja a lányt. Kiderül, hogy a hajó Dorzakot szállítja, egy psychon menekültet, aki bűnöket követett el a parancsnok bolygóján. Dorzak tudatkontrolláló képességei segítségével elszédíti Mayát. |                                                                                      |                  |                       |                      |                                                        |           |
| 22 | „Vadak és vadászok” “Devil's Planet”                                                 | Tom Clegg        | Michael Winder        | 1977. szeptember 1.  | 2007. június 5. (Filmmúzeum)                           | 22        |
| Koenig és egy társa leszállnak egy Föld-szerű bolygón, amelyet valaha laktak, de most elhagyott. Menekülni kényszerülnek, amikor egy ember a szemük előtt meghal. A bolygó röptársára repülnek, ahol lezuhannak. Koenig társát megöli egy energiamező, ő maga pedig fogságba esik. Egy büntetőtelepre viszik a bolygó holdján. Amikor az alfaiak a társaikat keresve megérkeznek, Koenig ottlétét eltitkolják előlük.                                |                                                                                      |                  |                       |                      |                                                        |           |
| 23 | „A halál bolygója” “The Immunity Syndrome”                                           | Bob Brooks       | Johnny Byrne          | 1977. október 29.    | 2007. május 29. (Filmmúzeum)                           | 23        |
| A személyzet egy tagját megtámadja egy életforma, miközben élelem és víz után kutat a holdbázis számára. Megőrül, és megtámadja Tony Verdeschit, akit ezután az idegen is megtámad. Koenig és egy keresőcsapat megtalálja Tonyt, és segítenek rajta, mielőtt az őrület végez vele. Rájönnek az idegen életforma titkára, de a technológiáik elromlanak, az élelmük és a vizük pedig mérgezővé válik.                                                 |                                                                                      |                  |                       |                      |                                                        |           |
| 24 | „A dorkonok támadása” “The Dorcons”                                                  | Tom Clegg        | Johnny Byrne          | 1977. november 12.   | 2007. június 12. (Filmmúzeum)                          | 24        |
| Az Alfához idegen űrjármű közeledik, amelyben Maya egy dorkon hajót ismer fel. A dorkonok a psychonok ellenségei. Elrabolják Mayát, hogy az agysejtjeit felhasználva halhatatlanná tegyék az uralkodójukat.Ez azonban megölné Mayát. Koenig a kiszabadítására indul. |                                                                                      |                  |                       |                      |                                                        |           |

## Külső hivatkozások
- Epizódlista az IMDbn:
- Epizódlista a tv.com-on:  Archiválva 2018. május 18-i dátummal a Wayback Machine-ben
- Alfa holdbázis epizódok (első évad) Fanderson.org.uk
- Alfa holdbázis epizódok (második évad) Fanderson.org.uk
- Alfa holdbázis epizódok (első évad) Space1999.net
- Alfa holdbázis epizódok (második évad) Space1999.net
- Alfa holdbázis epizódok CliveBanks.co.uk
- Alfa holdbázis epizódok TheVervoid.com

## Fordítás
- Ez a szócikk részben vagy egészben  a   List of Space: 1999 episodes című angol Wikipédia-szócikk ezen változatának fordításán alapul.  Az eredeti cikk szerkesztőit annak laptörténete sorolja fel. Ez a jelzés csupán a megfogalmazás eredetét és a szerzői jogokat jelzi, nem szolgál a cikkben szereplő információk forrásmegjelöléseként.